# Morro Grande
Morro Grande é um município no estado de Santa Catarina.

## História
Os primeiros habitantes do município de Morro Grande chegaram ao local por volta de 1918. Ao derrubarem as primeiras árvores, para dar início as plantações, constataram que o local era cercado de morros, planaltos e planícies, por isso nomearam de Morro Grande.
As famílias das quais se tem registro na participação do nascimento da cidade são as de Jacinto, João e Paulo Biff; Primo, Vitório e Hérico Daniel; Pedro Dal Toé e de Torquato Feliciano Bitencourt. Eles eram descendentes de italianos que vieram de cidades próximas como Morro da Fumaça, Urussanga, Içara e Criciúma.

## Educação
Apesar da simplicidade das casas e do modo de vida, a população se preocupava com a educação das crianças. A primeira escola municipal surgiu em 1919. Tinha como primeira professora Cesarina Machado, filha de Nicolau Machado de Souza, funcionando com muita precariedade numa casa particular. Sentindo a necessidade de um maior ensinamento às crianças, em 1974 o grupo escolar Ana Machado Dal Toé tornou-se verdadeiramente uma escola, que ensinava até o 1º grau. Só em 1994 foi criado o 2º grau e passou a ser o colégio estadual da região.

## Religião
A religiosidade é algo forte no município, e a maioria da população é da religião católica, sendo assim, a primeira igreja foi construída em 1938, era uma estrutura simples, de madeira, no local onde hoje é a praça do município. Com o aumento populacional, no mesmo local, foi construída uma nova capela de alvenaria, em 1952. Mais tarde em 1964 foi fundada a atual igreja, chamada Capela Santa Cruz, por ser a padroeira da cidade. Existem capelas outras capelas pelo município, normalmente uma católica em cada comunidade, contudo existe lugar para cultos de outras religiões.

## Economia
Hoje a maioria da população vive na zona rural e trabalha na agricultura. A economia é baseada na produção de arroz, fumo, milho, madeira e também se destaca na produção de corte de frango.

## Turismo
As Furnas das Três Barras, a Serra do Pilão e o Morro do Realengo são ideais para quem gosta de praticar trekking. As grutas indígenas escavadas pelos índios Xokleng são curiosidades arqueológicas, e as cachoeiras do Risco (60 m) e Bizungo (110 m) são visitas obrigatórias.